# Emblema de la República Popular de Hungría
El emblema de la República Popular de Hungría fue el emblema nacional de Hungría durante el período comunista entre 1949 y 1990.

## Descripción
El emblema estaba constituido por un escudo tricolor con los colores rojo, blanco y verde. Este está rodeado por dos espigas de trigo que tienen entrelazados un listón con los colores de la bandera nacional, y  otro de color rojo. Detrás de este hay un fondo color celeste. Sobre el conjunto, se encuentra una estrella roja, símbolo del comunismo, que emana rayos dorados.

## Historia
Se le conoce como escudo de Rákosi al emblema estatal adoptado por la Constitución de la República Popular de Hungría, que reemplazó al escudo de armas tradicional de Hungría. Desde el punto de vista heráldico, no puede considerarse un escudo de armas ya que no sigue sus normas, por lo que se ha clasificado como un emblema socialista. Este escudo fue establecido desde el 20 de agosto de 1949, hasta su derogación el 23 de mayo de 1957, y fue posteriormente reemplazado por el escudo utilizado hasta el cambio de régimen. El emblema consistía en un martillo y una espiga de trigo cruzados (siendo una variación de los tradicionales hoz y martillo), sobre los cuales se encuentra una estrella roja que emana rayos dorados. Estos se encuentran dentro de dos haces de trigo, debajo de los cuales hay una cinta tricolor con los colores de la bandera de Hungría.
Posteriormente, cuando las fuerzas comunistas recuperaron su poder en 1957, después de los sucesos de la revuelta de 1956, el artista gráfico Sándor Légrádycon diseñó otro escudo de armas estatal que reflejaba sus ideales (al cual se le conoce como escudo de Kádar), que simbolizó a la República Popular de Hungría hasta 1990. Comparado con el escudo de armas del estado de 1949, el nuevo emblema fue sin duda un gran paso adelante desde el punto de vista profesional, porque podría considerarse un escudo de armas en un sentido estrictamente heráldico, y a su vez, un emblema socialista, debido a que consiste en un escudo heráldico cortado en rojo, blanco y verde, a diferencia del escudo de armas de Rákosi. Su simbolismo, constaba en dos haces de trigo, que representan al campesinado, la estrella roja de cinco puntas representa a la ideología socialista del país, una cinta tricolor que abraza al haz de trigo la izquierda que representa a la nación, y por otro lado, una cinta roja que abraza al haz de trigo de la derecha que representa a las tradiciones comunistas y a la internacionalidad.

Primera versión (1949-1956)
Segunda versión (1957-1990)